# 邵蕃
邵蕃（1453年—1545年），字文盛，號東里，浙江紹興府餘姚縣人，民籍，明朝政治人物。

## 生平
成化十九年（1483年）癸卯科浙江鄉試第七十七名舉人，二十年（1484年）甲辰科進士。授建平縣知縣，弘治六年（1493年）行取，授山西道監察御史，十一年（1498年）丁父憂，服闋，十四年（1501年）補四川道監察御史，同年丁繼母憂，服闋，十七年（1504年）補廣東道監察御史，十八年（1505年）任乙丑科會試同考官，正德二年（1507年）升陝西按察司副使，三年（1508年）吏部推選為四川布政使司左參政，為劉瑾駁回，致仕。嘉靖二十四年（1545年）卒，享年九十三歲。

## 家族
父邵驌，封監察御史。母韓氏；繼母潘氏（封孺人）。子邵時順，知縣。孫邵漳，嘉靖二十三年進士，六合縣知縣。